# Marian Ruth Buczkowski

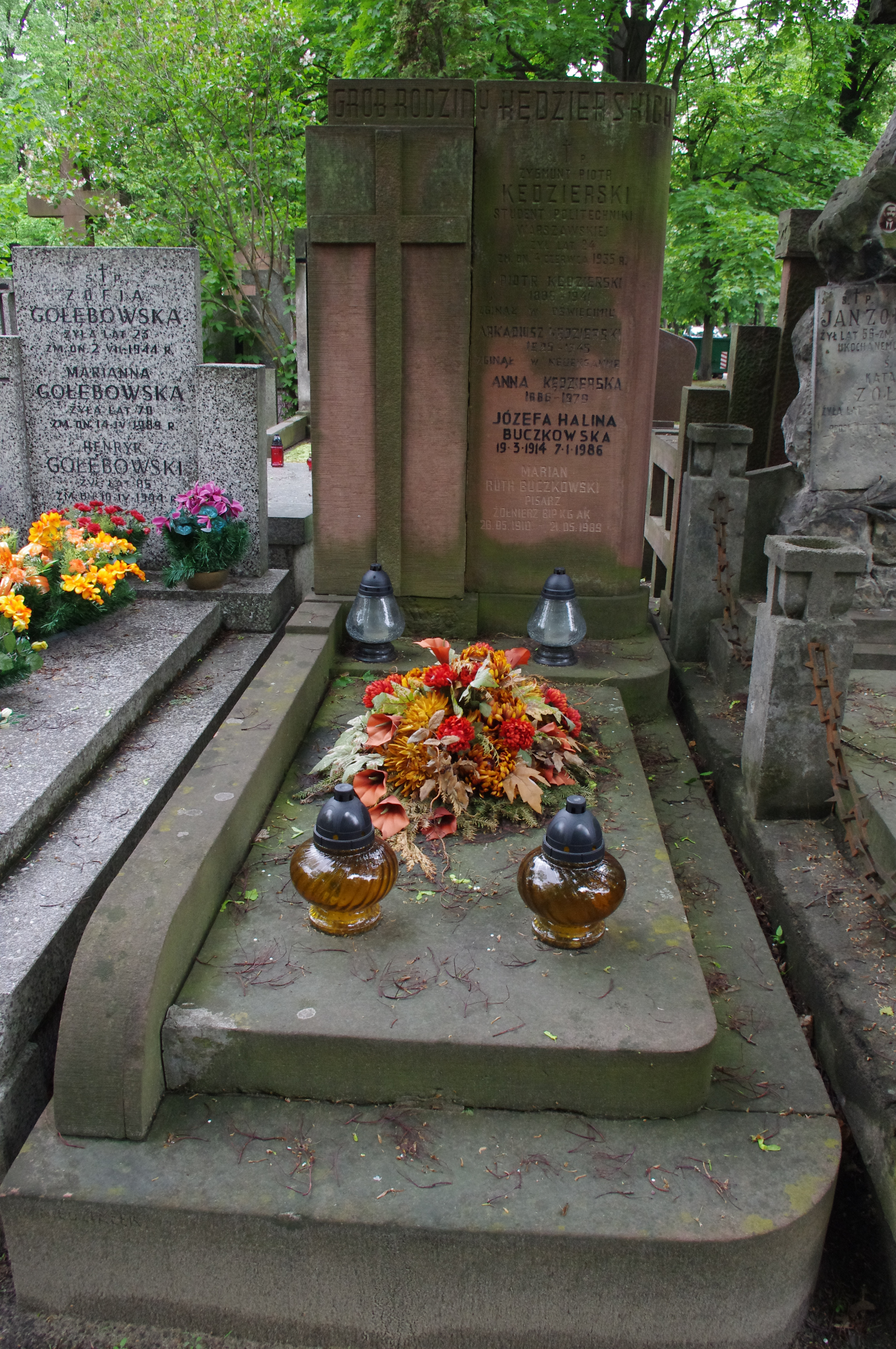
Grób pisarza Mariana Ruth Buczkowskiego na cmentarzu Bródnowskim w Warszawie

Marian Ruth Buczkowski ps. „Feliks”, „Marcin” (ur. 28 maja 1910 w Nakwaszy, zm. 21 maja 1989 w Warszawie) – polski pisarz, tłumacz i publicysta.

## Życiorys
Syn Tomasza Buczkowskiego i Anny Zając, młodszy brat Leopolda Buczkowskiego.
Studiował na uniwersytetach w Poznaniu i Warszawie. Na łamach prasy debiutował w 1933 roku. Pierwszą powieść – „Tragiczne pokolenie” – wydał w 1936.
Okupację przeżył we Lwowie i Warszawie. Służył w Komendzie Głównej Armii Krajowej – Oddział VI, Biuro Informacji i Propagandy. Jako żołnierz Armii Krajowej brał udział w walkach powstania warszawskiego. Warszawę opuścił z ludnością cywilną.
Po wojnie opublikował kilka książek, między innymi zbiór anegdot antyhitlerowskich „Warszawski dowcip w walce: 1939–1944” (1946), zbiór opowiadań „Pierwsze dni” (1951), powieść z motywami SF „Złota trzcina” (1956).
Pochowany na cmentarzu Bródnowskim w Warszawie (kw. 41A-3-30/31).

## Twórczość

### Powieści i zbiory opowiadań
- Tragiczne pokolenie (1936)
- Zwyczajność i przeczucia (1938)
- Anegdota i dowcip wojenny (1943) – razem z Anną Jachniną
- Warszawski dowcip w walce: 1939–1944 (1946)
- Pierwsze dni (1951)
- Pan Wesołowski i jego towarzysze (1951)
- Świetne pozory. Przypadki i dzieje, tom 1 (1954)
- Wielkie marzenia. Przypadki i dzieje, tom 2 (1956)
- Złota trzcina (1956)
- Dzieciństwo i inne opowiadania (1957)
- Tragiczne pokolenie (1958)

### Przekłady
- Daleko od Moskwy. Wasilij Ażajew (1949)